# Gouvernement Smolensk

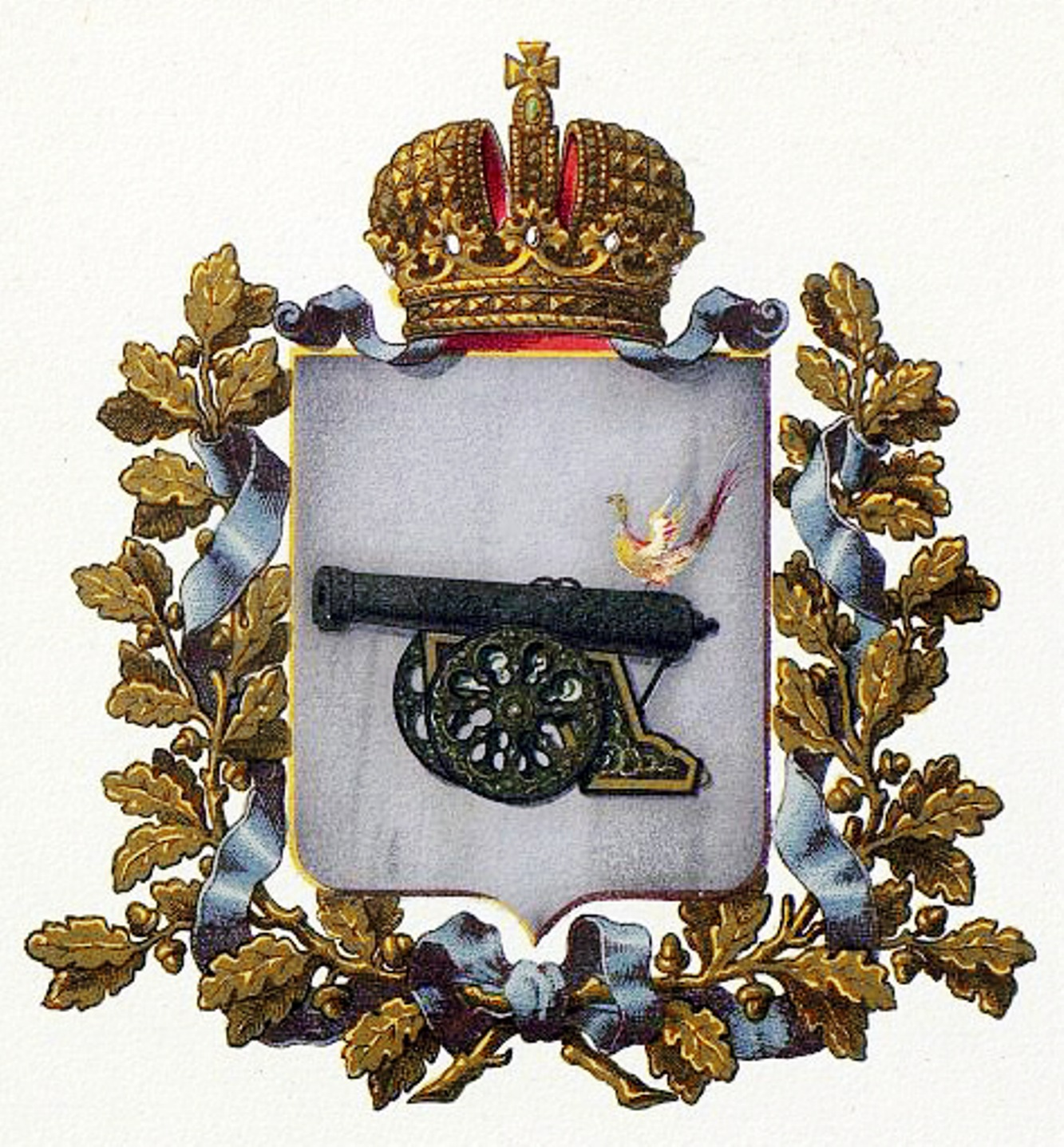
Wappen

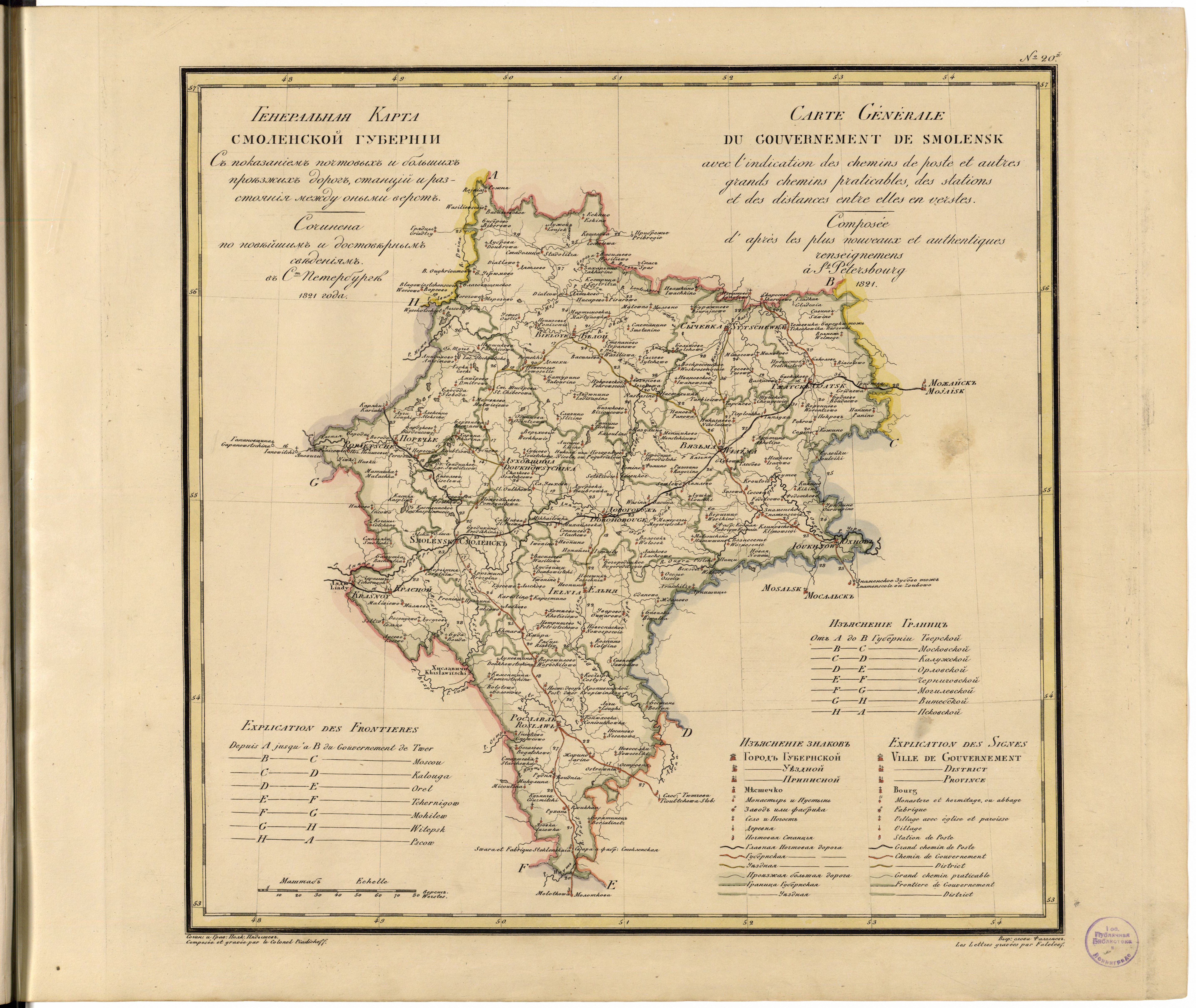
Karte von 1821 (Russisch-Französisch)

Das Gouvernement Smolensk (russisch Смоленская губерния/Smolenskaja gubernija) war eine Verwaltungseinheit des Russischen Kaiserreichs und der Russischen SFSR.
Es lag im westlichen Teil des Europäischen Russland, im Grenzgebiet zum heutigen Belarus, und wurde von folgenden Gouvernements begrenzt (von Norden im Uhrzeigersinn): Twer, Moskau, Kaluga, Orjol, Tschernigow, Mogiljow, Witebsk und Pskow. Hauptstadt war Smolensk.

## Geschichte
Es wurde 1708 erstmals und 1726 erneut gegründet, 1796 erhielt es seine spätere Form. 1929 wurde es aufgelöst und sein Territorium der neuen Westlichen Oblast der Russischen SFSR zugeschlagen.

## Einteilung
Um 1900 war das Gouvernement in die folgenden Ujesdy (Kreise) geteilt:
- Bely
- Dorogobusch (1927 aufgelöst)
- Duchowschtschina (1925 Jarzew)
- Gschatsk (1928 aufgelöst)
- Juchnow (1922 an das Gouvernement Kaluga)
- Jelnja (1928 aufgelöst)
- Krasny (1922 aufgelöst)
- Poretschje (1918 Demidow und 1927 aufgelöst)
- Roslawl
- Smolensk
- Sytschowka (1928 aufgelöst)
- Wjasma

1922 wurden vom Gouvernement Gomel zugeteilt die Ujesde Gorki und Mstislawl (1924 an die Weißrussische SSR abgegeben).

## Statistik
Bei der ersten Volkszählung im Russischen Reich von 1897 wurden im Gouvernement 1.525.279 Einwohner auf 56.042,6 km² ermittelt (27,2/km²). Die meisten waren Russen, es gab daneben aber noch 100.757 Weißrussen, 10.903 Juden sowie kleinere Gruppen von Letten, Ukrainern und Deutschen.
Die Ernte lieferte 1903 336.944 Tonnen Roggen, 214.299 Tonnen Hafer, 41.246 Tonnen Gerste, 6117 Tonnen Erbsen, 10.660 Tonnen Buchweizen und 457.576 Tonnen Kartoffeln. Sehr wichtig war der Flachsbau: Smolensk lieferte von sämtlichen russischen Gouvernements den größten Ertrag (1903: 29.749 Tonnen) an Flachsfaser. Auch der Obst- und Gemüsebau (Kohl und Gurken) war bedeutsam. Die Viehzählung ergab 1903 430.000 Pferde, 570.000 Rinder, 740.000 Schafe und 250.000 Schweine. Die Industrie war unbedeutend; man zählte 1900 1821 Betriebe mit 12.589 Arbeitern und einem Produktionswert von 8,7 Millionen Rubel. Die Hauptindustrien waren: Weberei, Ölschlägerei, Sägemüllerei, Bierbrauerei und Branntweinbrennerei, Glas- und Kachelfabrikation.
1926 umfasste das Gouvernement 57.715 km² mit 2.292.712 Einwohnern (39,7/km²).